# Карайганово
Карайга́ново (баш. Ҡарайған) — деревня в Ишимбайском районе Башкортостана, входит в состав Урман-Бишкадакского сельсовета.

## Название
Карайганово названо по имени поверенного вотчинников Тельтим-Юрматынской волости сотника Карайгана Явгильдина, участвовавшего в продаже земель мордвинам и поручику Шевкунову (его дед — крещеный башкир из Тайнинской волости Осинского уезда Пермской губернии) (1777 и 1787 гг.).

## История
Поселение Акчулпановой тюбы, вновь образованной на покупной земле башкира Акчулпанова в конце XVIII века. Исторически жители Карайганово скотоводы, пчеловоды. В 1839 году на 46 дворов (264 жителей) приходилось 551 лошадь, 239 коров, 47 овец, 20 коз. Деревня имела 249 ульев. Через три года посев был равен 176 пудам озимого и 440 пудам ярового хлеба.

## Население
| 1795 | 1839 | 1920 | 2002 | 2009 | 2010 |
| ---- | ---- | ---- | ---- | ---- | ---- |
| 81   | ↗264 | ↗333 | ↘284 | ↗317 | ↘277 |

## Географическое положение
Деревня расположена у дороги Ишимбай — Стерлитамак, на берегу реки Белой.
Расстояние до:
- районного центра (Ишимбай): 17 км,
- центра сельсовета (Урман-Бишкадак): 8 км,
- ближайшей ж/д станции (Стерлитамак): 15 км.

## Улицы
- Агидель
- А. Кутушева
- Молодёжная
- Полевая
- Победы
- Озерная
- Юрматинская
- Степная
- Урожайная
- Яшлек

## Экономика
Развит туризм.

## Образование
- Муниципальное дошкольное образовательное учреждение "Карайгановский детский сад «Шатлык»[5]
- Карайгановская начальная школа — филиал Урман-Бишкадакской общеобразовательной школы

## Достопримечательности
Деревня построена возле шихана Торатау, символа Ишимбайского района, недалеко от реки Белой.
В 2007 году здесь проходил республиканский фестиваль рок-музыки Castle Rock, посвященный 450-летию добровольного вхождения Башкирии в состав России.
Есть Карайгановский музей в СКЦ д. Карайганово.
Деревня входит в состав Геопарка Торатау.

## Религия
В деревне есть мечеть.

## Известные уроженцы
- Кутушев Ахмет Шагиахметович (2 октября 1900—1971) — башкирский советский журналист, переводчик, лексикограф, преподаватель высшей школы.
- Кутушев Рамазан Нургалиевич (1924—2020) — Ветеран Великой Отечественной войны, писатель, журналист.